# Hanneke Mols-van Gool
Adriana Johanna Maria (Hanneke) Mols-van Gool (Goirle, 27 mei 1933 – 6 februari 2020) was een Nederlands beeldhouwer en medailleur.

## Leven en werk
Van Gool was een dochter van architect A. van Gool. Ze werd opgeleid aan de kunstacademie in Tilburg (1950-1952), de Jan van Eyck Academie in Maastricht (1952-1955) en de Accademia di Belle Arti di Brera in Milaan (1955-1956). Ze was een leerling van onder anderen Thé Lau, Oscar Jespers en Luciano Minguzzi. In 1960 trouwde ze met de schilder en glazenier Theo Mols (1929-2010), die een belangrijke rol in haar ontwikkeling als kunstenares speelde. Zij exposeerden onder meer samen in 1961 en 1968 bij galerie Nouvelles Images in Den Haag.
Mols-van Gool maakte beelden in diverse steensoorten, ze werkte echter bij voorkeur met diabaas, dat ze combineerde met bijvoorbeeld ijzer en marmer. Naast beelden maakte ze ook penningen. In 1965 maakte ze twee epitafen voor de Sint-Petrus' Stoel van Antiochiëkerk in Uden ter herinnering aan slachtoffers van de Tweede Wereldoorlog en de moorden op missionarissen in Congo in 1964. Haar man maakte in dezelfde periode voor deze kerk dertig glas-in-loodramen. Mols-van Gool kreeg opdrachten van onder meer scholen, banken en kerken, na 1965 maakt ze echter geen religieus werk meer. De beeldhouwster was lid van de Brabantse Kunststichting.
Hanneke Mols-van Gool overleed op 86-jarige leeftijd.

## Werken (selectie)
- kruisweg (1960) voor de Christus Koningkerk in Sittard
- reliëf in het altaar (1960) van de Heilige Kruisvindingskerk, Odiliapeel
- Vrouw met kind (1964), Boerenleenbank, Uden
- Persephone (1964), bronzen reliëf voor winkelcentrum Presikhaaf, Arnhem
- Maria en kind en  Roepende (1964), eikenhouten beelden voor de Sint-Jan de Doperkerk, Wateringen
- Epitaaf met christusmonogram en epitaaf met Christus, Maria en Johannes (1965), Sint-Petruskerk, Uden
- Ballefrutter (1967), Rabobank, Goirle
- Hommage aan Oscar Jespers (1971), gemeentehuis in Tilburg
- Water (1975), bureau Rijkspolitie, Waspik
- Versteend Drieluik (1978), raadhuis in Sint-Oedenrode
- Steenvrucht (1981) in de tuin van het Noordbrabants Museum, 's-Hertogenbosch
- Zonnespiegel (1991), gemeente Kranendonk
- Versteend Vaartuig (1993), Rabo Adviescentrum, Tilburg
- Uitwisseling (1996), STOA, Asten
- Bevrijdingsbeeld (1996), gemeente Wouw
- grafmonument (ca. 2000) voor Miet van Puijenbroek op begraafplaats Vredehof in Tilburg